# Jeff VanderMeer
Jeffrey Scott VanderMeer (ur. 7 lipca 1968) – amerykański pisarz, edytor, pedagog i wydawca. Laureat m.in. nagrody Nebula, British Fantasy Award, World Fantasy i finalista nagrody Hugo. Należy do głównych twórców New Weird. Stworzył m.in. opowieści o mieście Ambergris, oraz trylogię The Southern Reach, której pierwsza część stała się kanwą filmu Alexa Garlanda Anihilacja.
Jego żoną jest Ann VanderMeer.

## Twórczość

### CyklThe Southern Reach
- Unicestwienie (Annihilation, 2014)
- Ujarzmienie (Authority, 2014)
- Ukojenie (Acceptance, 2014)
- Absolution (2024)

### CyklAmbergris
- Miasto szaleńców i świętych (City of Saints and Madmen, 2001)
- Shriek: Posłowie (Shriek: An Afterword, 2006)
- Finch (2009)

### Pozostałe
- Dradin, In Love (1996)
- The Hoegbotton Guide to the Early History of Ambergris, by Duncan Shriek (1999)
- Podziemia Veniss (Veniss Underground, 2003)
- Predator: South China Sea (2008)
- Zrodzony (Borne, 2017)